# San Bernardo del Viento
San Bernardo del Viento là một khu tự quản thuộc tỉnh Córdoba, Colombia. Thủ phủ của khu tự quản San Bernardo del Viento đóng tại San Bernardo del Viento Khu tự quản San Bernardo del Viento có diện tích 318 ki lô mét vuông. Đến thời điểm ngày 28 tháng 5 năm 2005, khu tự quản San Bernardo del Viento có dân số 24555 người.